# Церковь Жён-Мироносиц (Белёв)
Церковь Жён-Мироносиц — утраченный православный храм в городе Белёве Тульской области.

## Описание
В письменных источниках церковь с приделом Дмитрия Солунского упоминается за 1620 год в «Белёвской дозорной книге церквей, посадских черных жилых дворов и дворовых пустых мест города, письма и дозора воеводы Василья Афанасьевича Кирикрейского», где сказано: «Церковь Святых Жен Мироносиц, древянная, верх шетром. А в ней: образ меснай Святых Жен Мироносиц, на золате, в киоте, да два деисуса; … да в пределе образ Страстотерпца Великаго Христова Мученика Дмитрия Селунского Чюдотворца, на золоте, в киоте …».
Эта же деревянная клетская церковь упомянута за 1625 год в Белёвской писцовой книге церквей письма Василия Савельевича Чернышова и подьячего Осипа Богданова, из которой видно, что церковь была уже в 1594 году: «Церковь Святыя Дев Мироносиц …; да на церковной земли живут бобыли … — пришол за попа в 1594-м году».
Церковный приход состоял из прихожан части города Белёва и Вишневецкой слободы. В 1895 году всех прихожан числилось 569 человек. Кирпичное здание церкви было освящено в 1786 году, а тёплые приделы: левый Иоанна Предтечи и правый Дмитрия Солунского — в 1864. При церкви имелась женская богадельня. В 1893 году в приходе открыта школа грамоты. Полностью была разрушена в середине XX века.